# خاندان میئورا
خاندان میئورا (به ژاپنی: 三浦氏 Miura-shi) یکی از خاندان‌های ژاپنی و شاخه‌ای از خاندان میناموتو بود